# شورش فوجیوارا نو هیروتسوگو

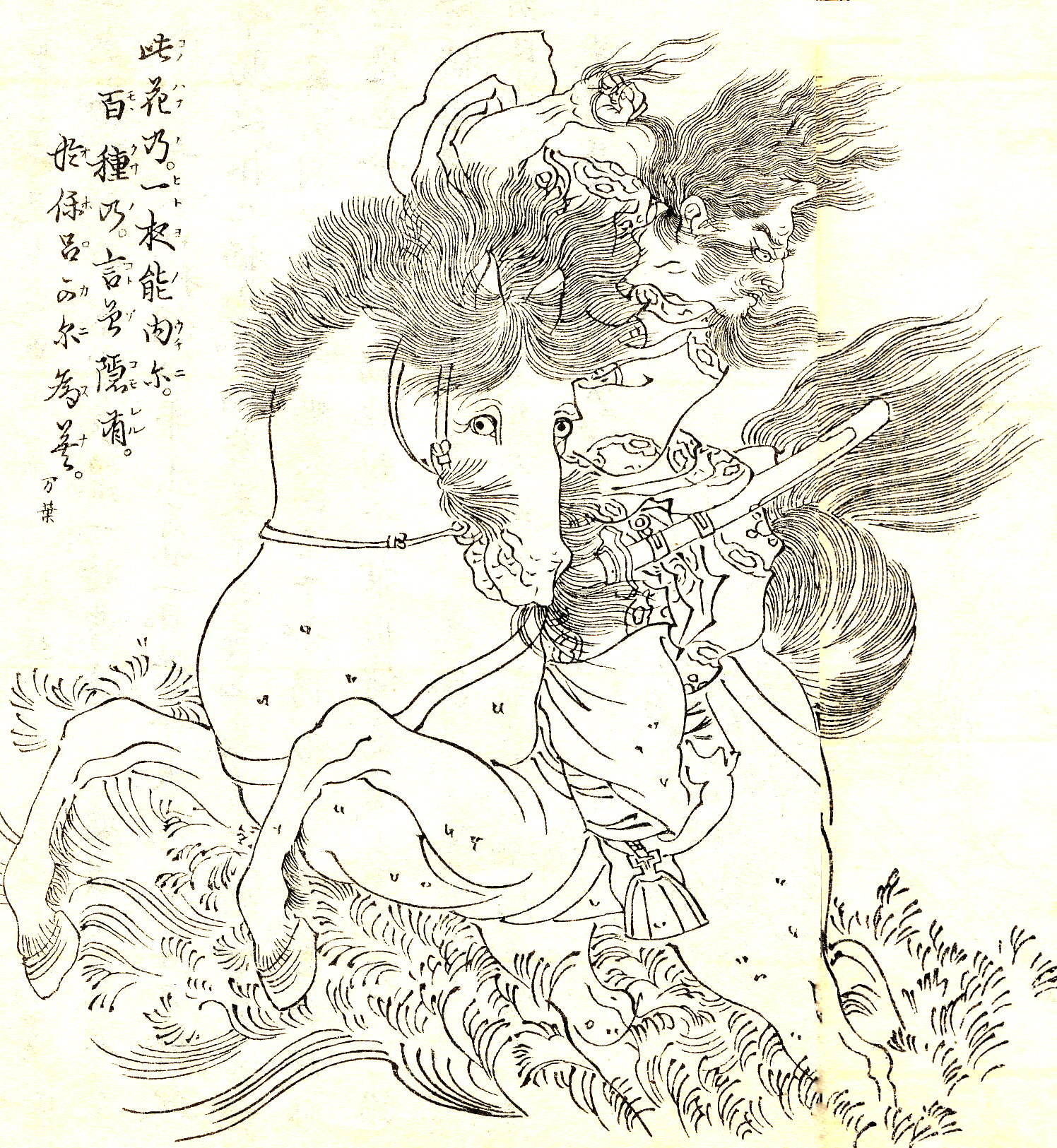
فوجیوارا نو هیروتسوگو

شورش فوجیوارا نو هیروتسوگو انگلیسی: 藤原広嗣の乱, Fujiwara no Hirotsugu no ran، یک شورش ناموفق در دوره نارا به رهبری فوجیوارا نو هیروتسوگو (藤原広嗣) در مجمع‌الجزایر ژاپن، در سال ۷۴۰ بود. هیروتسوگو، ناراضی از قدرت‌های سیاسی، ارتشی را در دازایفو، کیوشو تشکیل داد اما توسط نیروهای دولتی شکست خورد.

## منبع تاریخی
شورش فوجیوارا نو هیروتسوگو به‌طور پراکنده مستند شده است و بیشتر آنچه در مورد آن شناخته شده است، از جمله تاریخ‌های دقیق، از یک منبع تاریخی به نام شوکو نیهونگی نشات می‌گیرد. این کتاب که در سال ۷۹۷ تکمیل شد، یکی از شش تاریخ ملی است که توسط امپراتوری سفارش داده شده است و از سال ۶۹۷ تا ۷۹۱ را پوشش می‌دهد. این سند ارزشمندی برای مورخان است، اگرچه همه تاریخ‌های موجود در آن را نباید دقیق در نظر گرفت.